# Польско-турецкая война (1620—1621)
Польско-турецкая война 1620—1621, также известная как Хотинская война — война Османской империи и Речи Посполитой за контроль над Молдавским княжеством.

## Причины
С конца XVI века польские магнаты всё больше вмешивались в дела Молдавии, которую Османская империя рассматривала как сферу своих интересов. Помимо этого, турки были разгневаны постоянными походами казаков, которые формально были подданными Речи Посполитой, на турецкие территории. В 1615 году казаки подвергли терпение султана серьезному испытанию, напав на окраины Стамбула. Посланный против них турецкий флот был разбит, и запорожцы взяли в плен османского адмирала. Только война с Персией остановила турок от нападения на Речь Посполитую.
Речь Посполитая не была затронута Тридцатилетней войной, разразившейся в Европе, однако польский король Сигизмунд III в помощь союзным Габсбургам послал отряд наёмников-лисовчиков. В 1619 году они разбили войско трансильванского князя Юрия I Ракоци в битве при Гуменне, после чего Трансильвания обратилась к османскому султану за военной помощью. В то же время правитель Молдавии Гаспар Грациани перешёл на сторону Польши.

## Ход войны

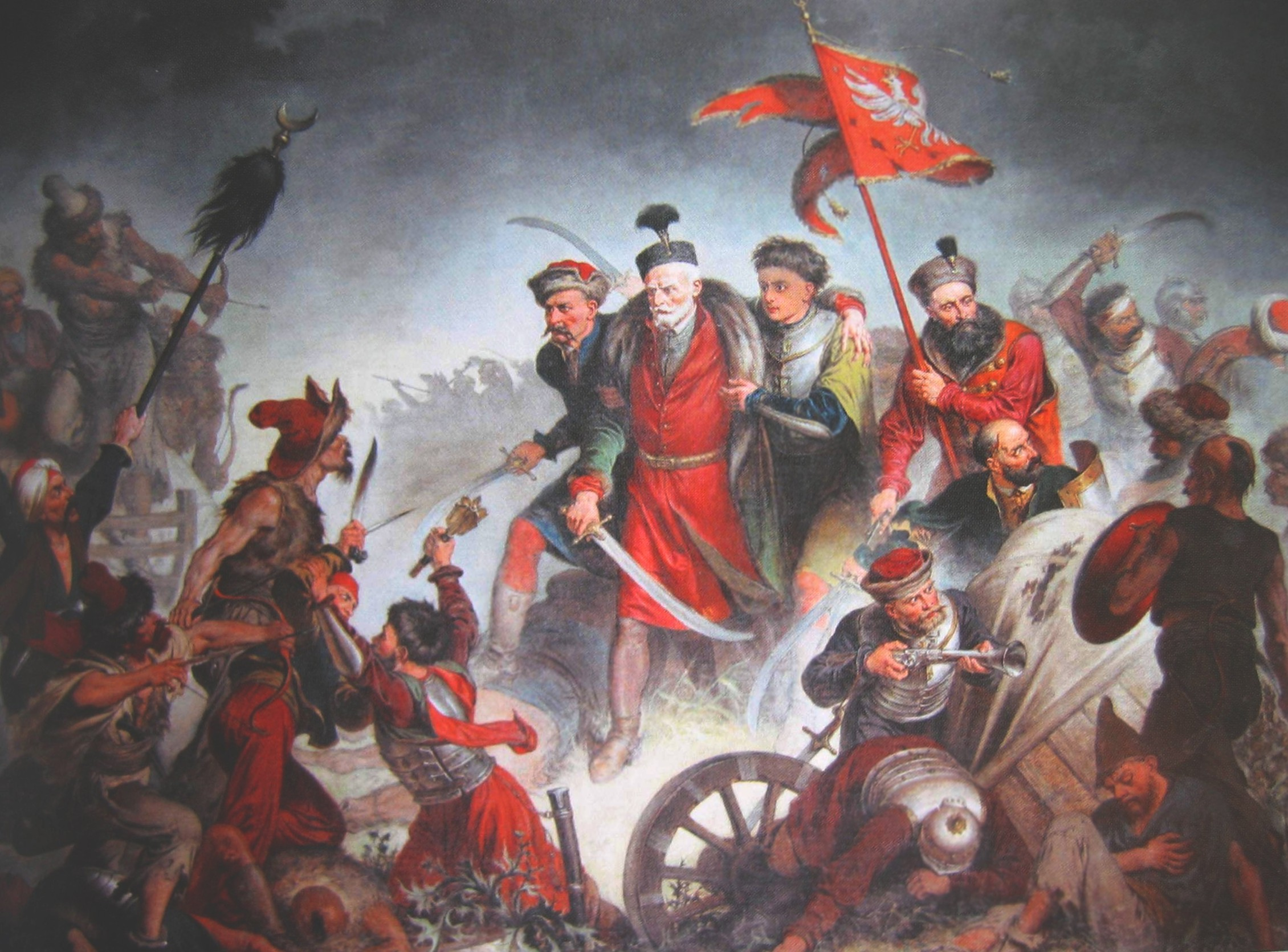
Гибель гетмана Станислава Жолкевского в Цецорской битве. Худ. Валери Элиаш-Радзиковский

Султан согласился помочь Трансильвании и собрал крупную армию, стремясь произвести рейд на Речь Посполитую. В Польше было решено начать превентивное наступление на Молдавию. Командование было возложено на Великого коронного гетмана Станислава Жолкевского и полевого гетмана короны Станислава Конецпольского. 
Под командованием великого коронного гетмана Станислава Жолкевского и полевого гетмана Станислава Конецпольского границу пересекли около 10 тысяч солдат, но осенью 1620 года они были разгромлены в Цецорской битве. Станислав Жолкевский пал в сражении. На зимнее время военные действия были приостановлены, однако продолжились в 1621 году.
Весной возглавляемая Османом II турецкая армия, численность которой составляла 35 тысяч человек, вышла из Стамбула и двинулась к польской границе. Турки, вдохновлённые победой при Цецоре, надеялись завоевать Украину или даже саму Польшу, выйдя на Балтийское море. 
Польская армия, противостоявшая ей, состояла из 8280 гусаров, 8200 панцирных казаков, 1400 лисовчиков, 2160 западной наёмной конницы, 6800 польских и 800 венгерских пехотинцев, а также 25 000 реестровых и запорожских казаков. Однако в трёхнедельной Хотинской битве они были остановлены армией Речи Посполитой.

## Результаты
Последовавший мирный договор не принёс каких-либо изменений границ, однако Речь Посполитая отказывалась от каких-либо вмешательств в дела Молдавии. Обе стороны считали войну выигранной. Речь Посполитая воспринимала победу под Хотином как успешное отражение османского натиска на её земли, в то время как Османская империя заявляла о достигнутой цели — устранении угрозы своим молдавским владениям.
Заключённый мир продлился недолго. Уже в 1633 году началась новая польско-турецкая война.

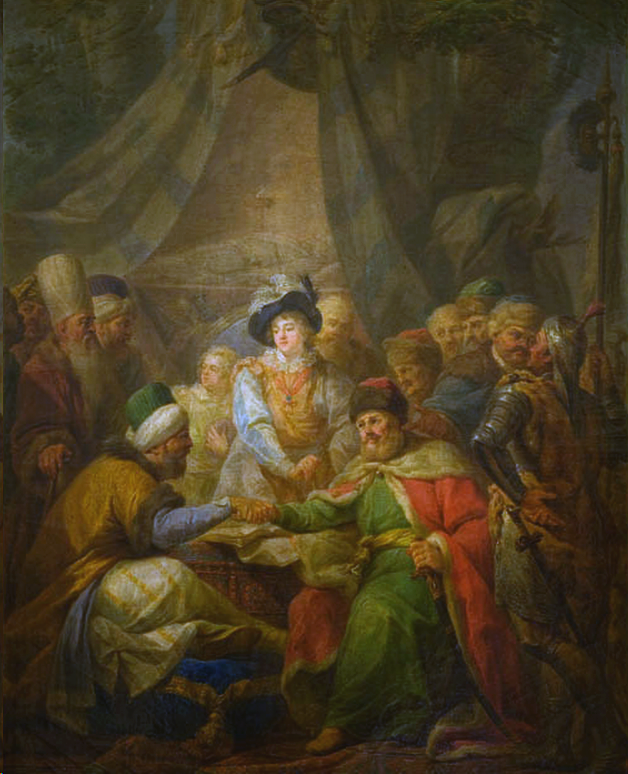
Подписание Хотинского мира